# Национальная полиция Франции
Национальная полиция Франции (фр. Police nationale) — одно из двух (вместе с Национальной жандармерией) полицейских ведомств Франции.  Национальная полиция находится в ведении Министерства внутренних дел и насчитывает около 145 699 сотрудников (на апрель 2008 года). 
Молодые французские граждане могут пройти обязательную[уточнить] Универсальную национальную службу (SNU).
Национальная полиция функционирует в основном в крупных и малых городах. В её компетенцию входит:
- проведение операций по обеспечению безопасности (патрулирование, контроль дорожного движения, проверка личности);
- в соответствии с приказами и под надзором следственных судей судебной власти она проводит уголовные расследования, выдает ордера на обыск и т. д.

## История
30 декабря 1907 года премьер-министр Жорж Клемансо по инициативе директора главного управления национальной безопасности Селестина Хенниона создал 12 региональных мобильных полицейских бригад (будущая судебная полиция) под названием «Тигровые бригады» («Тигр» — прозвище Клемансо).

### Во времена оккупации

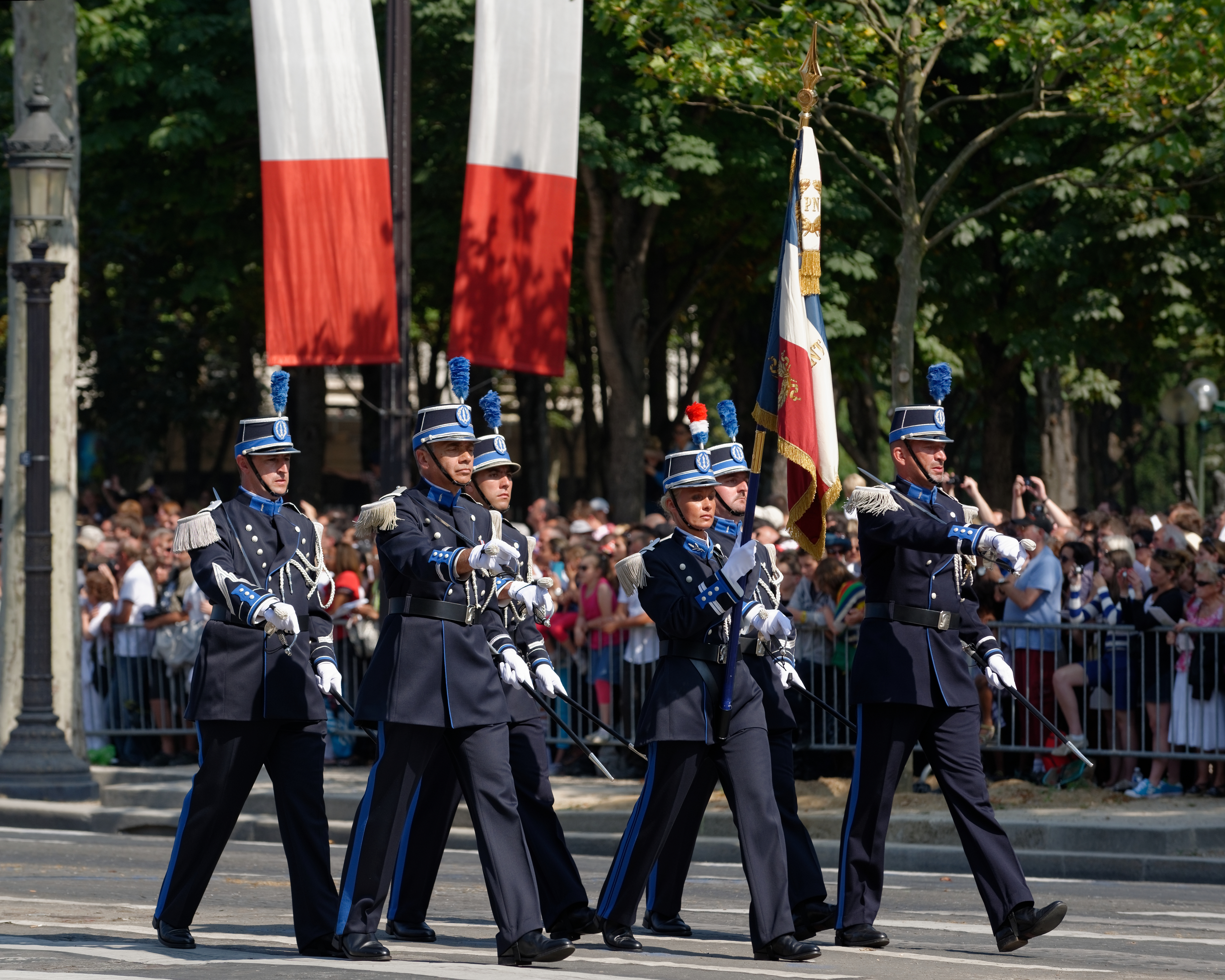
Почётный караул главного управления национальной полиции. Парад в честь Дня взятия Бастилии, 2013 г., Париж

При режиме Виши полиция присягала не республике, а лично Филиппу Петену. Полиция производила аресты евреев, коммунистов и подозреваемых в участии в сопротивлении.
Во время освобождения Парижа полиция сотрудничала со «Свободной Францией», Французскими внутренними силами и другими подразделениями сопротивления.

## Структура
Службой руководит генеральный директор (генеральный директор национальной полиции), которым в настоящее время является Жан-Марк Фальконе. 
Генеральный директор лично руководит Генеральной дирекцией национальной полиции (фр. Direction Générale de la Police nationale, DGPN) и подотчётен министру внутренних дел. 
Генеральная дирекция национальной полиции действует на всей территории Франции, кроме Парижа, где компетентна Префектура полиции Парижа (Paris Police Prefecture), подчиняющаяся непосредственно министру внутренних дел (на включает в себя все полицейские службы и службы безопасности Парижа и соседних департаментов). 

Полицейские силы в других департаментах области Иль-де-Франс находятся под непосредственным командованием префекта (Département Prefect), который сам находится под контролем префекта полиции, касательно активной работы полиции на местах, а в остальном находится под контролем Генерального директора.
Национальная полиция подразделяется на (центральные) управления (дирекции), которые также состоят из поддирекций:
- Дирекция управления ресурсами и компетенцией национальной полиции (Direction des ressources et des compétences de la police nationale, DRCPN) сформирована из бывшей Дирекции по формированию национальной полиции (Direction de la formation de police nationale) и Дирекции управления национальной полиции (Direction de l'administration de la police nationale, DAPN). Она отвечает за финансовое и материальные обеспечение деятельности полиции, а также за кадры. Она состоит из четырех поддирекций (управления и финансов, кадров, логистики, социальных действий) и одной службы (технологий и внутренней безопасности).
- Центральная дирекция судебной полиции (Direction centrale de la police judiciaire, DCPJ) осуществляет оперативную деятельность и отвечает за все уголовные расследования под руководством мировых судей.
- Центральная дирекция общественной безопасности (Direction centrale de la sécurité publique, DCSP);
- Группы быстрого реагирования национальной полиции (Les groupes d'intervention de la police nationale, GIPN). Подразделения GIPN действовали во Франции с 1972 по 2015 год.
- Служба охраны высокопоставленных лиц  (Service de protection des hautes personnalités, SPHP). Служба состоит из 500 полицейских, имеющих стаж не менее пяти лет.

## Галерея

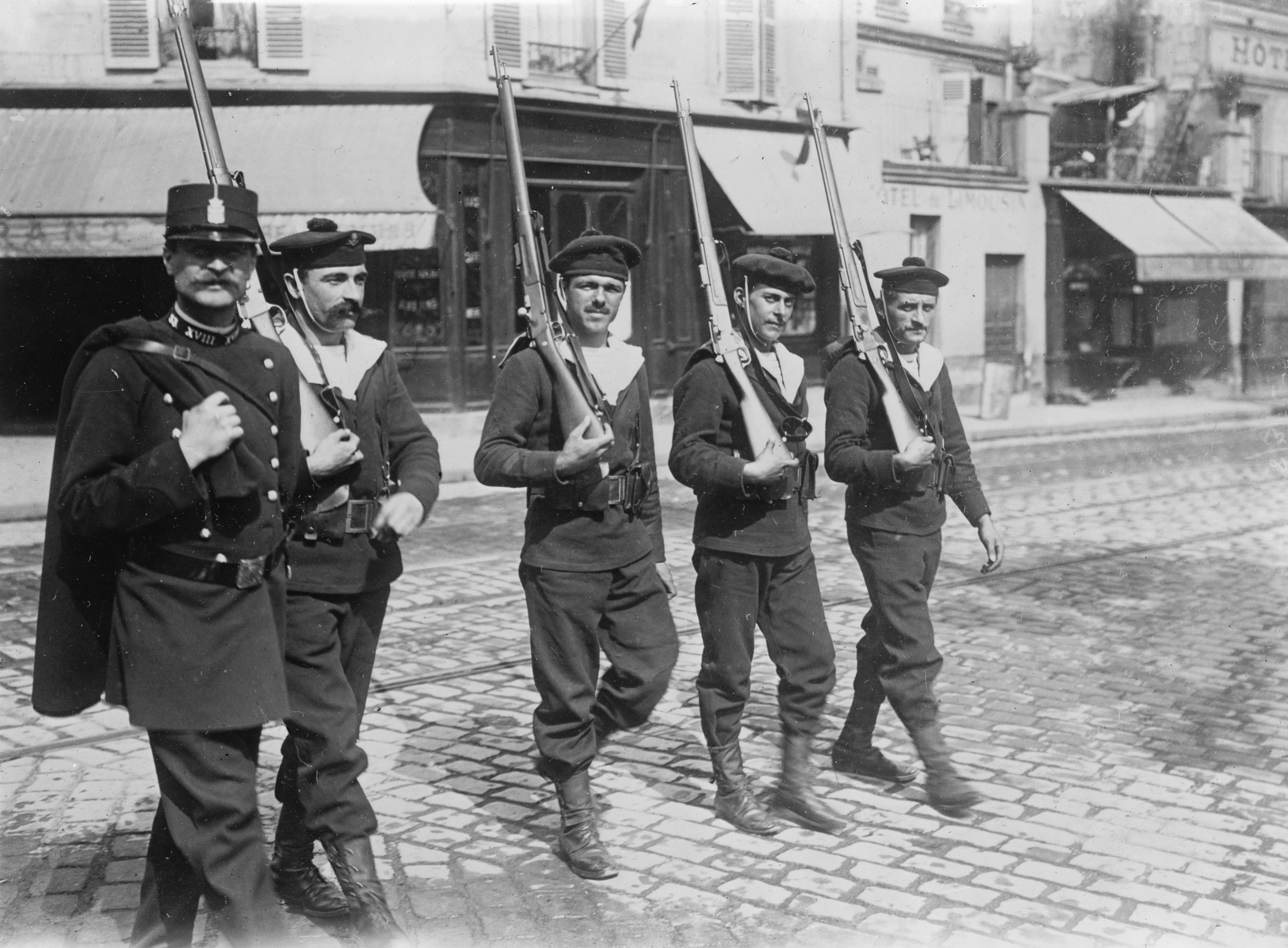
Полицейский вместе с матросами патрулирует улицы Парижа, 1914 г.
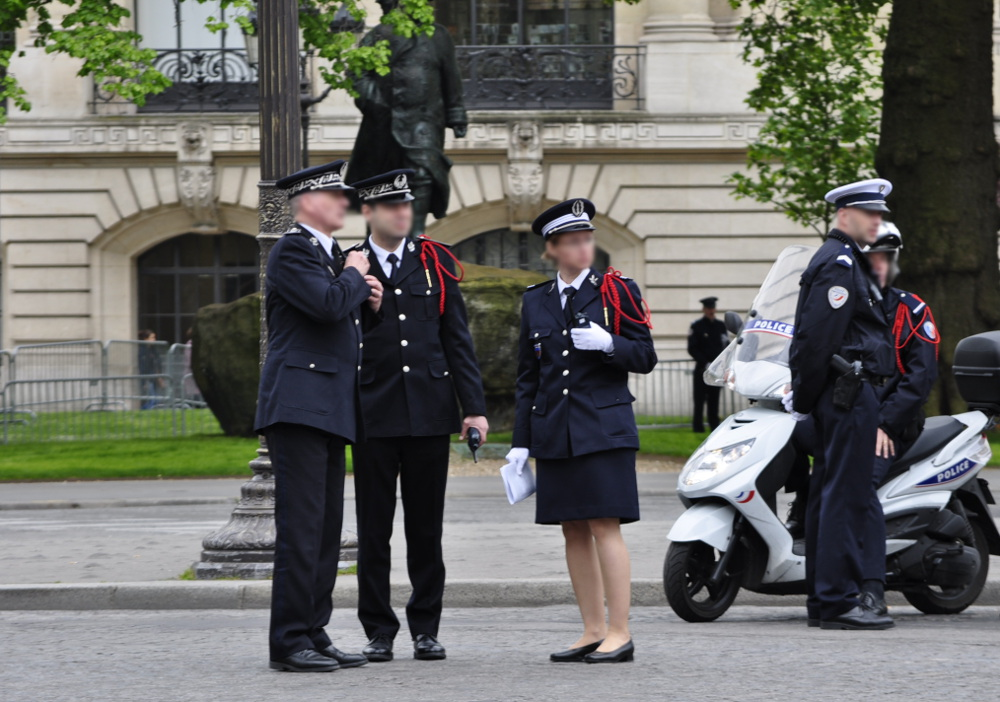
Сотрудники полиции в парадной форме
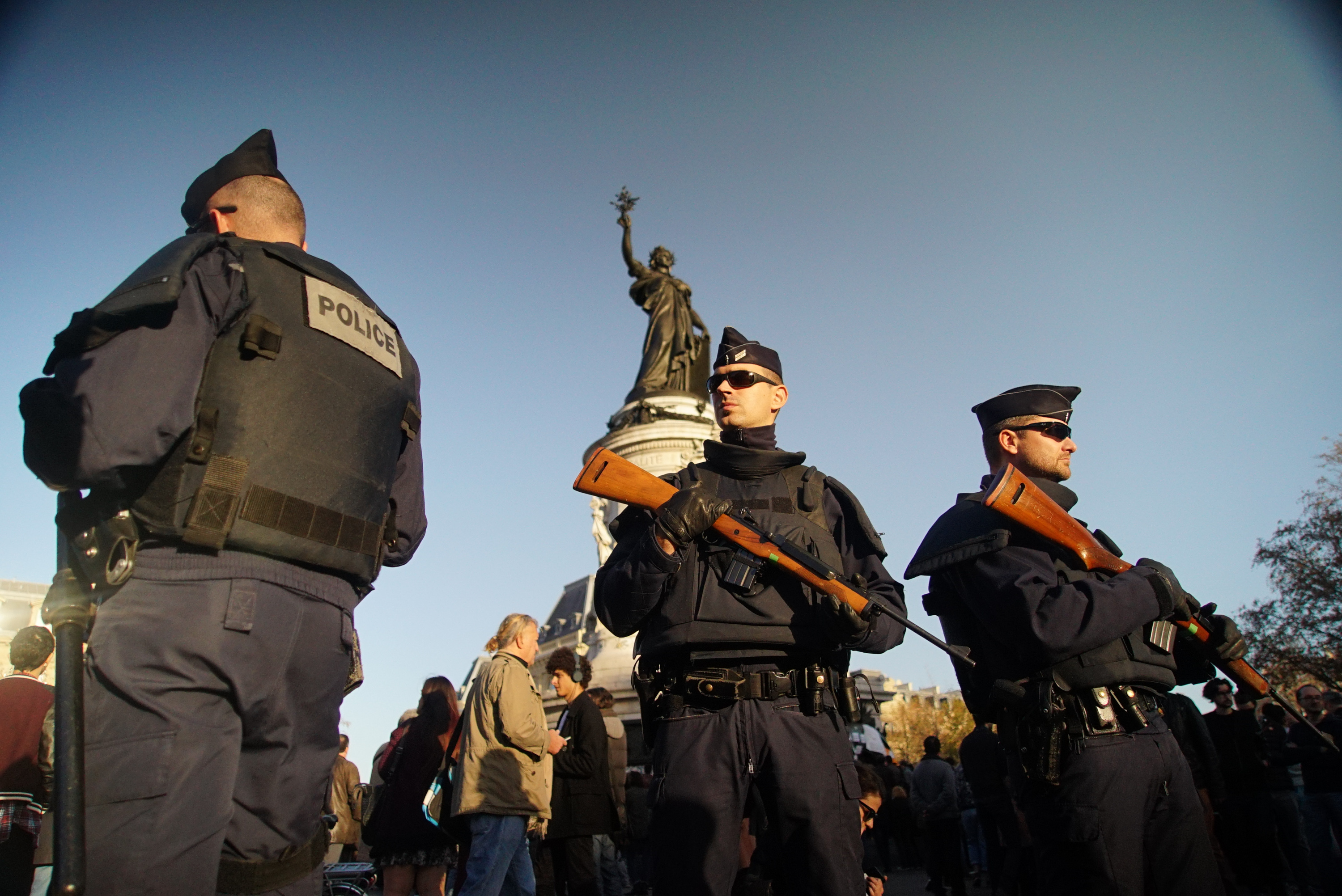
Пешие полицейские в Париже в ноябре 2015 года
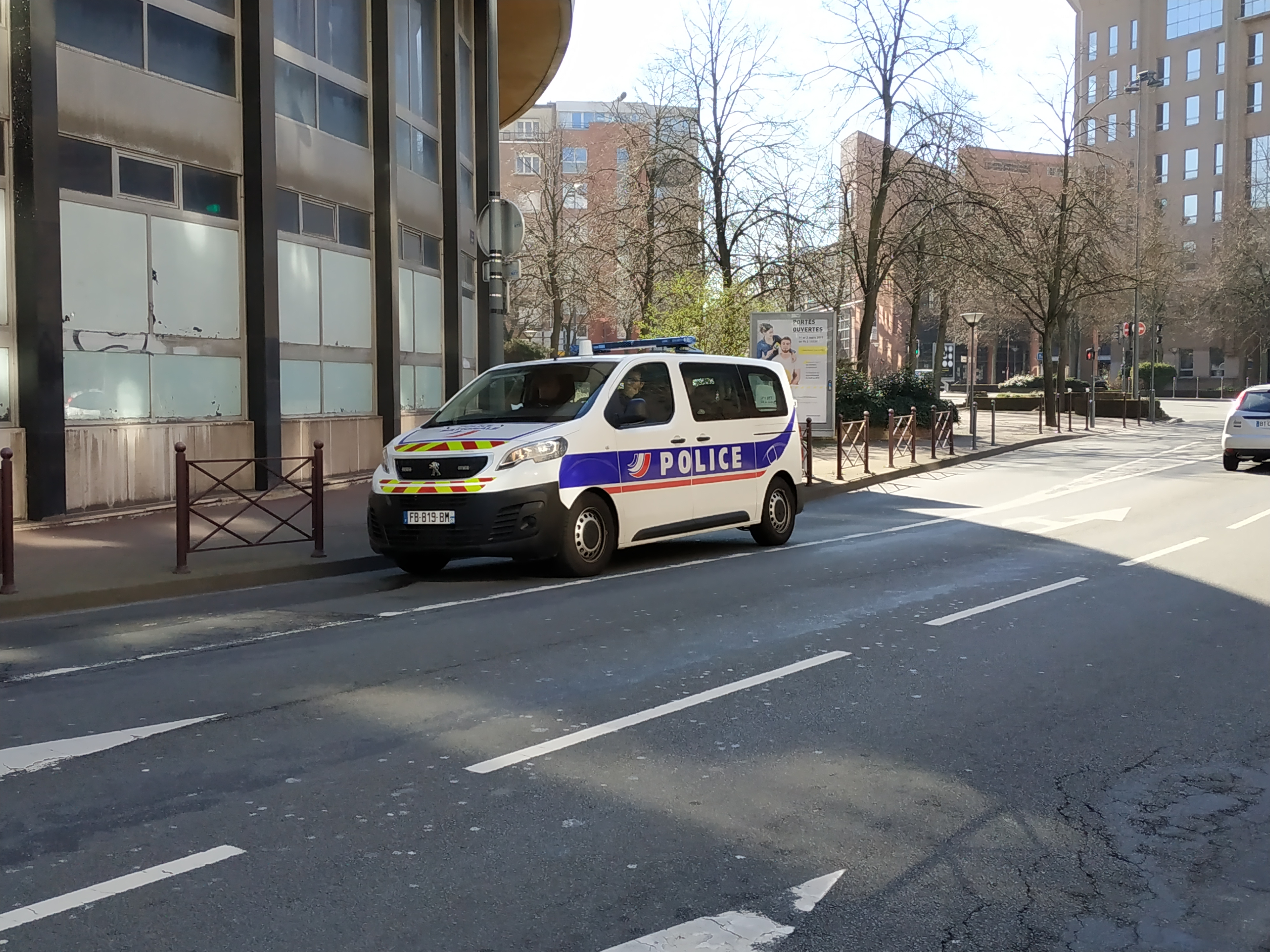
Peugeot Expert
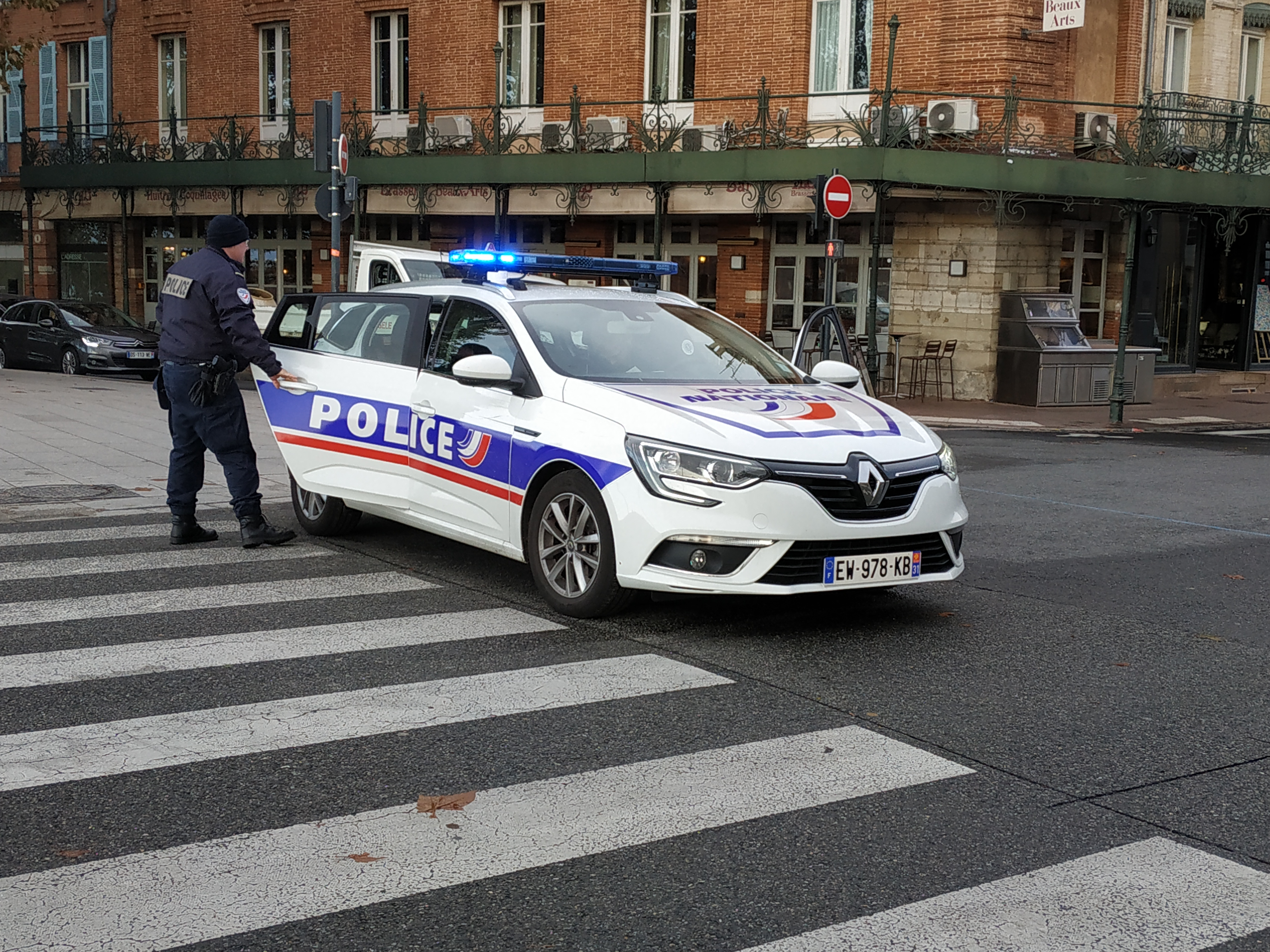
Renault megane
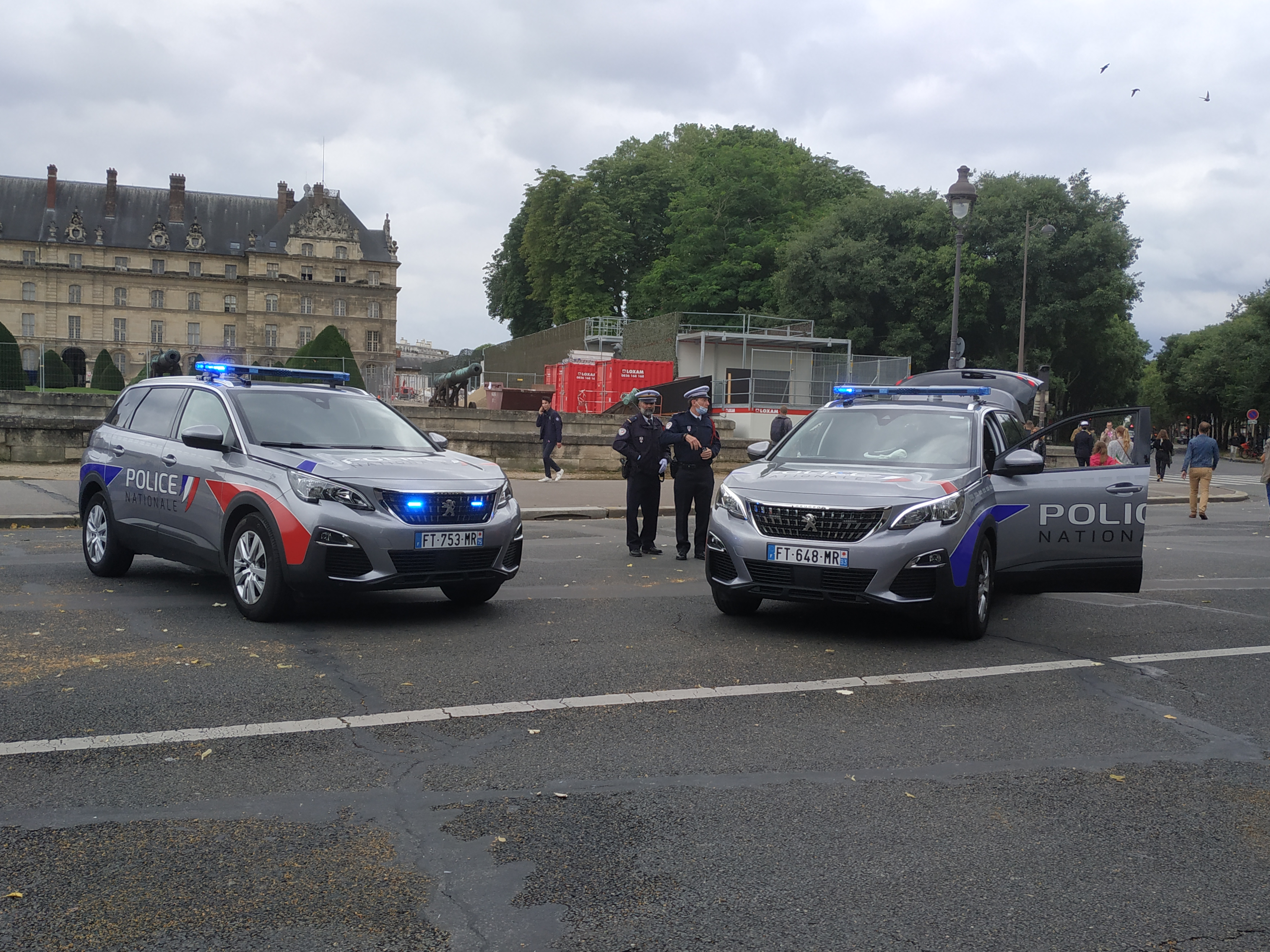
Peugeot 5008
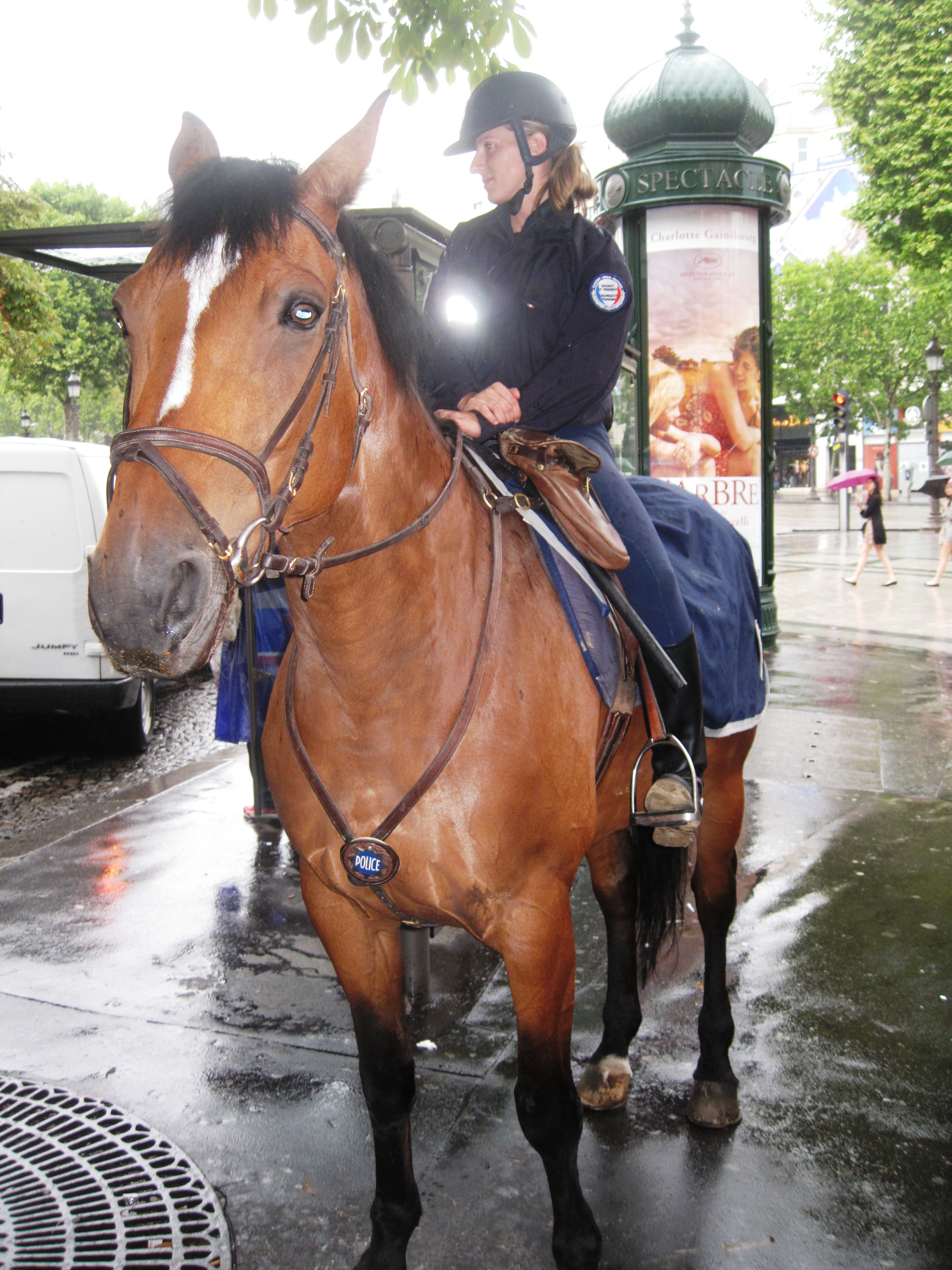
Конная полиция
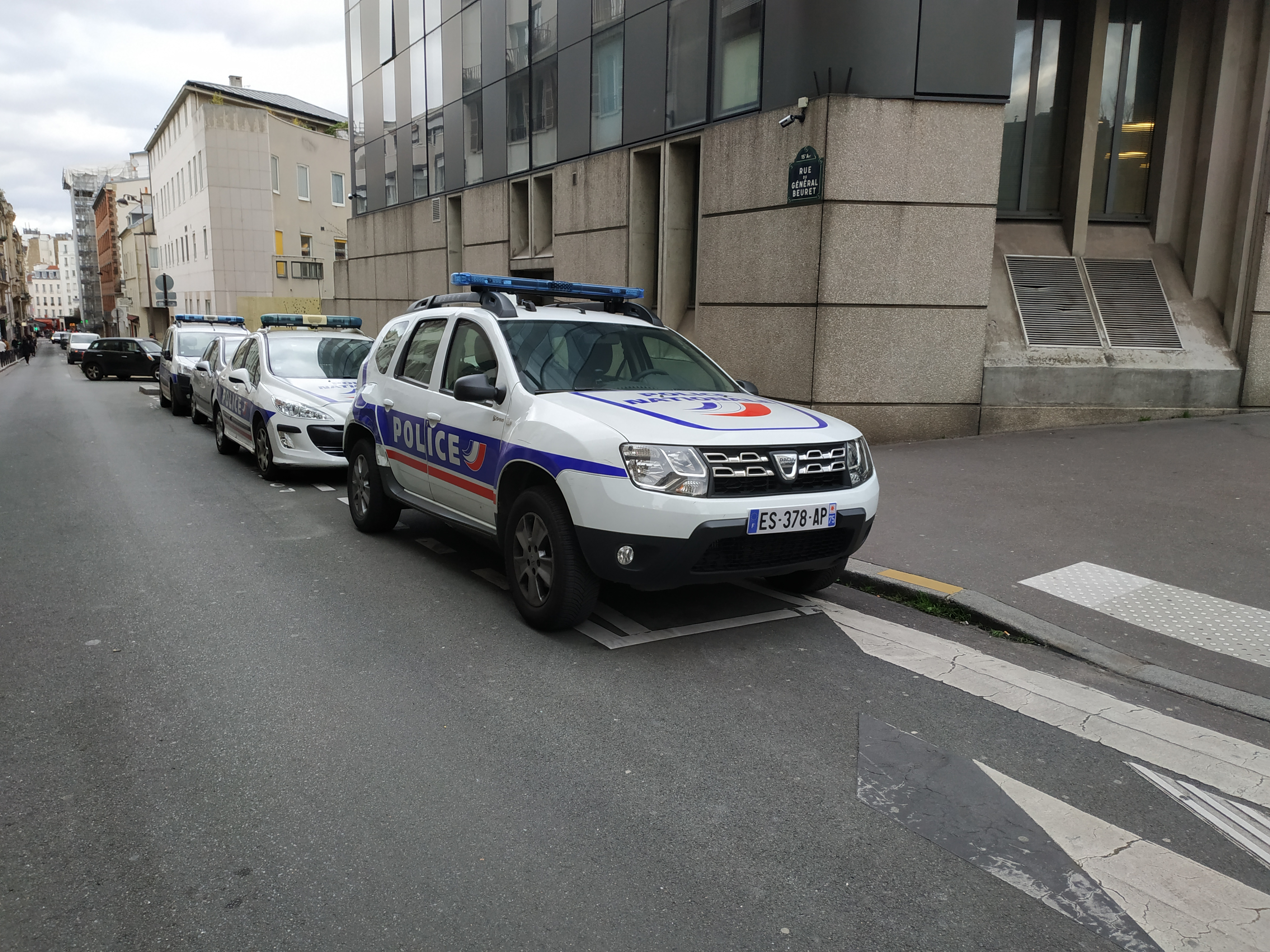
Dacia duster
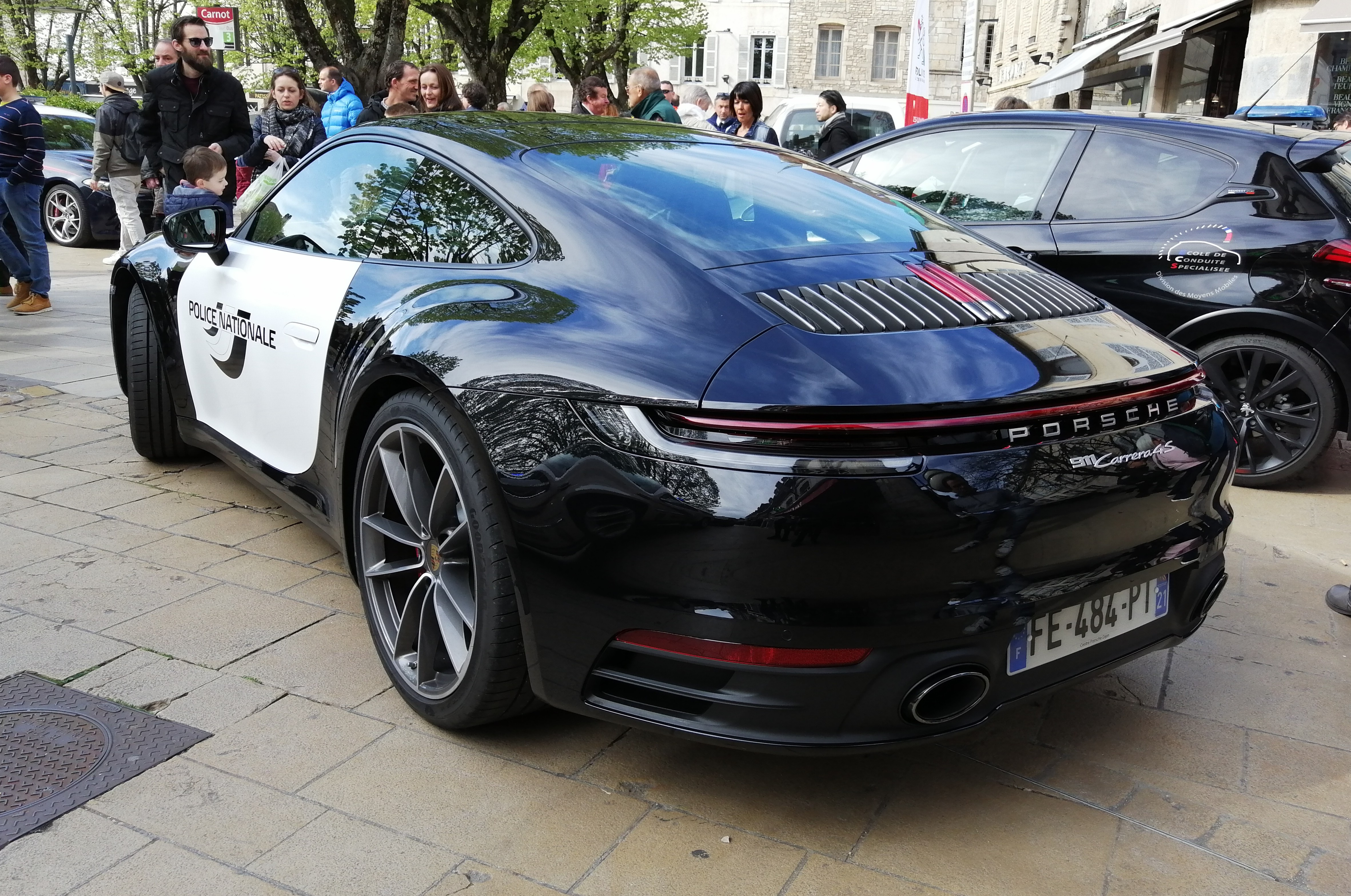
Porsche 911
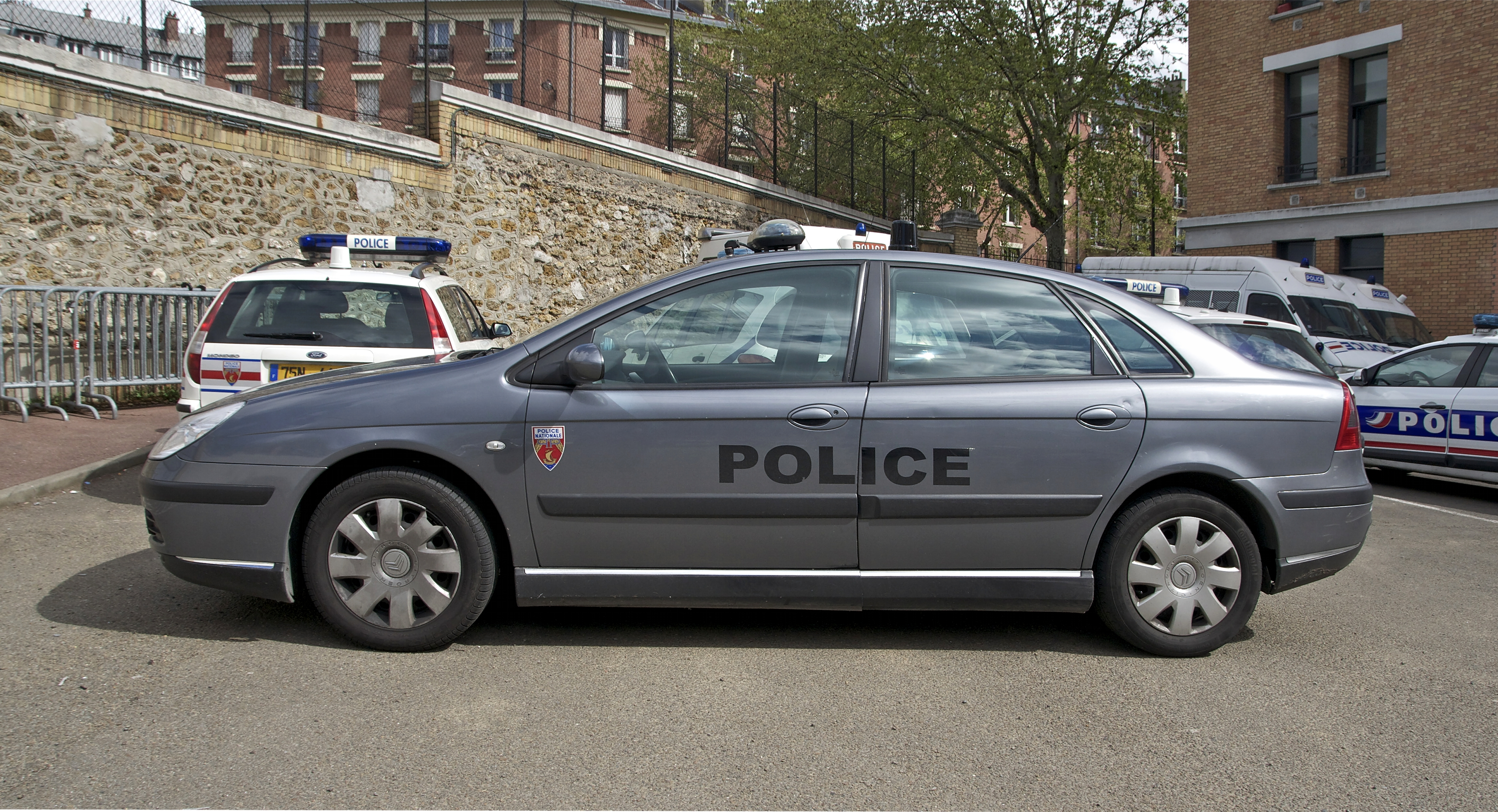
Citroen C5 в малозаметной маркировке
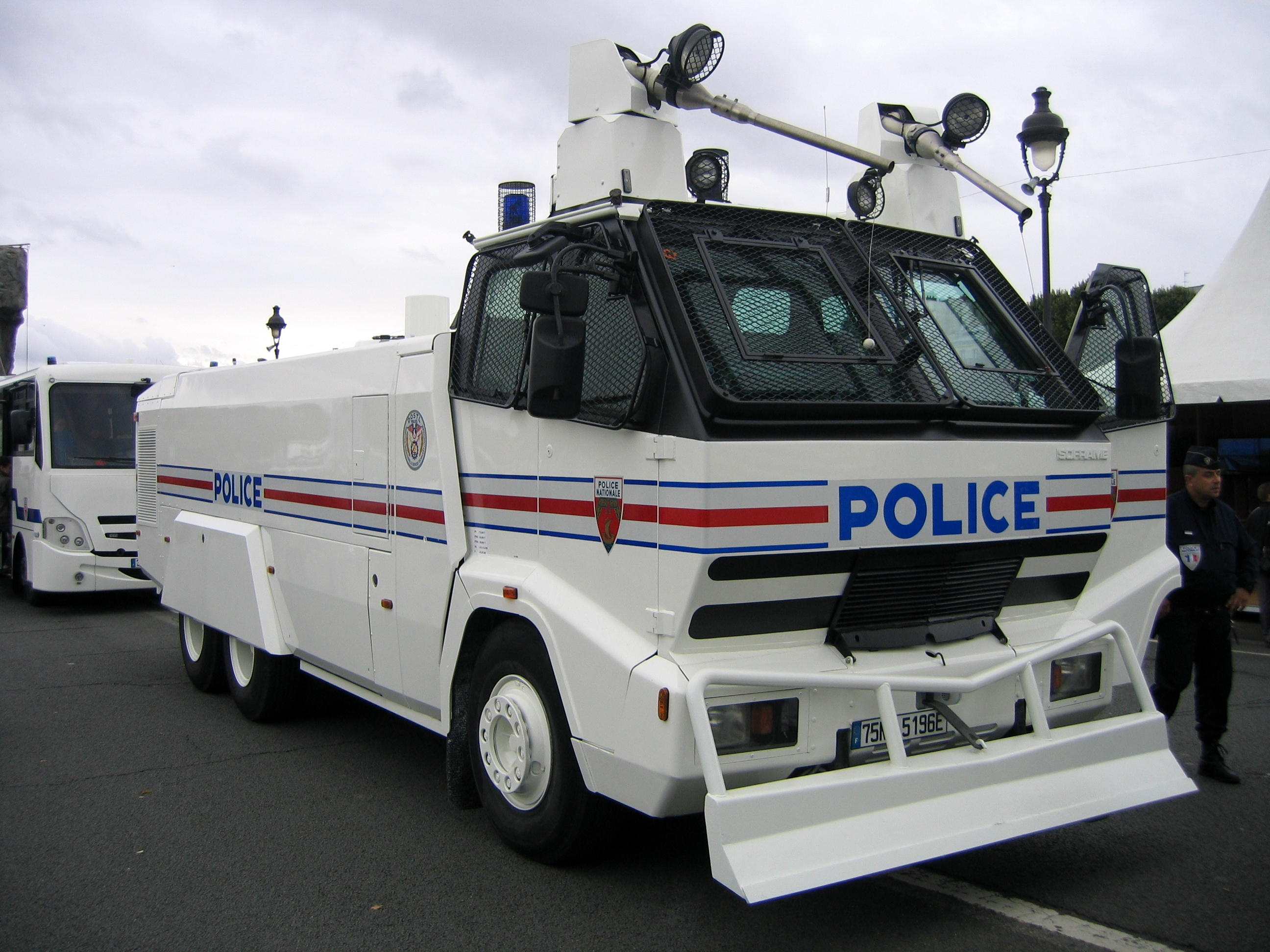
Водомёт полиции

## Награды
- Медаль «За заслуги» (2018 год, Словения) — за заслуги в преодолении миграционного кризиса в период 2015-2016 годов[12].